# 審判官 (特許庁)
特許庁における審判官（しんぱんかん）は、特許、意匠、商標の審判等を行う特許庁の職員である。
特許等の審判は各国において審判官によって行われているが、本項では特に断らない限り日本の審判官について説明する。

## 概要
日本の特許法（以下、「特」）では、136条1項において「審判は、3人又は5人の審判官の合議体が行う。」と、特許の審判は審判官のみが行うことができることを規定しているまた、審判官は、審判の他に判定、鑑定、特許異議・商標登録異議の申立てについての審理及び決定、再審も行うこととされている。
審判は、3人又は5人の審判官の合議体による合議制で行われ（特136条）、審判官のうち1人が審判長として指定される（特138条）。

## 資格
審判官の資格については、特136条2項（実用新案法、意匠法、商標法で準用）において政令で定めるとされており、これを受けて特許法施行令5条に、所定の職務の級にあり、所定の研修課程を修了した者で、以下の条件を満たす者が審判官の資格を有すると規定されている。
- 5年以上特許庁において審査官の職にあつた者
- 産業行政等の事務に通算して10年以上従事し、うち3年以上特許庁において審査の事務に従事した者
- 産業行政等の事務に通算して12年以上従事し、上記の者と同等以上の学識経験を有すると認められる者

## 組織
経済産業省組織規則326条1項では、審判官を審判部に置くことが規定されている。
審判長については、特許法138条で審判官のうち1人を審判長として指定する旨が規定されている。経済産業省組織規則324条では、審判部に審判長129人を置くとされている。また、経済産業省組織令143条2項では、審判部に置く課長に準ずる職を129人としている。
実際の組織としては、審判部には審判部長及び首席審判長が置かれている。また、特許・意匠・商標や担当技術分野によって審判部門に分かれており、各審判部門は、1名の部門長（審判長の中から兼職して任命される）、複数の審判長、審判官から構成される。

## 任用
審判官は、通常、審査官から昇任する。
特許庁において審査官・審判官として7年以上従事した者は、弁理士となる資格を得ることができる（弁理士法7条）。